# Her Majesty (chanson)
Pour les articles homonymes, voir Her Majesty.
Pistes de Abbey Road
The End
(16)
Her Majesty est une chanson des Beatles, écrite par Paul McCartney (mais créditée Lennon/McCartney, comme toutes les chansons du groupe composées par John Lennon et Paul McCartney, en collaboration ou non). C'est la dernière chanson du dernier album enregistré par les Beatles, Abbey Road, paru le 26 septembre 1969 en Grande-Bretagne. Au départ partie intégrante du fameux medley qui clôt l'album, la composition a été rejetée et s'est finalement retrouvée isolée à la fin du mixage final, après quinze secondes de silence. N'étant pas créditée sur la pochette du 33 tours originel, Her Majesty est considérée comme la première chanson cachée de l'histoire du rock.

## Historique

### Contexte et composition
Paul McCartney s'est sûrement rappelé la rencontre des Beatles avec la reine Élisabeth II, le 26 octobre 1965 au palais de Buckingham, lorsqu'elle les déclara membres de l'ordre de l'Empire britannique (MBE). Paul avait alors déclaré : « La reine est adorable, elle est très aimable, elle s'est montrée comme une mère pour nous. » Il composa cette petite ritournelle, où il évoque la souveraine d'une manière peu commune, quelques années plus tard dans sa ferme en Écosse.

### Enregistrement
La chanson fut enregistrée séparément des autres chansons du medley aux studios Abbey Road le 2 juillet 1969. Dans la première version enregistrée du medley, Her Majesty était placée entre les deux titres de John Lennon, Mean Mr. Mustard et Polythene Pam. Elle fut coupée net de la bande car Paul n'aimait pas le résultat. Le 30 juillet, lors de la première écoute du résultat complet du medley, il demanda à l'ingénieur du son présent, John Kurlander, de la supprimer. Finalement, suivant la consigne qu'aucun enregistrement des Beatles ne devait être jeté à la poubelle, Kurlander décida de la placer à la fin du medley, après The End et quinze secondes de silence, et en entendant le résultat, Paul donna son approbation. Sur la version finale, Her Majesty commence donc après un long blanc avec l'accord final de Mean Mr. Mustard, coupé de la bande. De plus, la dernière note, qui était mixée avec cette prochaine section, est aussi coupée.
Avec une durée de 23 secondes, c'est la chanson la plus courte des Beatles.

## Postérité
Her Majesty a été reprise, souvent dans une version allongée, par un certain nombre d'artistes parmi lesquels Chumbawamba et Dave Matthews. Paul McCartney a joué cette chanson au palais de Buckingham en 2002, pour les célébrations du jubilé d'or d'Élisabeth II.
Jacques Higelin s'en moque dans la chanson I Love the Queen sur l'album Jacques « Crabouif » Higelin (1971).

## Fiche de production
- Paul McCartney – chant, guitare acoustique

- George Martin – production
- Phil McDonald et Chris Blair – prise de son